# امپراتور گو-فوکاکوسا
امپراتور گو-فوکاکوسا (به ژاپنی: 後深草天皇 Go-Fukakusa-tennō)؛ زاده ۲۸ ژوئن ۱۲۴۳ درگذشته) هشتاد و نهمین امپراتور ژاپن بر اساس نظام سنتی جانشینی پادشاهان ژاپن است. سلطنت وی از ۱۲۴۶ تا ۱۲۶۰ به طول انجامید.